# Public Enemies (musikgrupp)
Public Enemies var en norsk bluesgrupp från Oslo som bildades 1965. Gruppen turnerade i norra Europa och spelade bland annat med Steve Winwood från Traffic. Public Enemies röstades fram till Norges mest populära band 1966. Samma år blev de den första norska gruppen att ha en hit utomlands då deras låt Shotgun placerades på sjunde plats på Radio Luxembourg. Gruppen upplöstes 1967.

## Medlemmar
- Hans Petter Holm – sång, gitarr, basgitarr
- Bjørn Johansen – sång, gitarr
- Thomas Berg Monsen — sång, munspel
- Arild Boman – keyboard
- Hans Marius Stormoen — basgitarr
- Jan Lie – sång, trummor

## Diskografi
Album
- From Public Enemies Without Love (1966)
- Thunder (1966)

EPs
- Elevate Me (1965)
- Familien Andersen (1966)
- Sunny / Whole Lotta Shakin' Goin' On (tillsammans med Karin Krog) (1966)

Singlar
- "I Call It Pretty Music" / "Don't Play That Sound" (1965)
- "Shotgun" / "Pride and Joy" (1966)
- "Believe Me" / "Don't Fight It" (1966)
- "There's a Whole Lot of Shaking Going On" / "Watermelon Man" (1966)
- "Sunny" / "We're Gonna Move To The Outskirts Of Town"  (1966)